# Papunahua
Papunahua là một khu tự quản thuộc tỉnh Vaupés, Colombia. Thủ phủ của khu tự quản Papunahua đóng tại Morichal Khu tự quản Papunahua có diện tích ki lô mét vuông. Đến thời điểm ngày 28 tháng 5 năm 2005, khu tự quản Papunahua có dân số 526 người.